# ウィッチャーII 屈辱の刻
『ウィッチャーII 屈辱の刻』（くつじょくのとき、ポーランド語: Czas pogardy）は、1995年に発表されたポーランドのファンタジー作家アンドレイ・サプコフスキによる長編小説。同作者の代表作であるウィッチャーシリーズの長編第2作目である。
日本語版は2017年に早川書房より出版された。

## あらすじ
前作において北方諸国の王たちは密約を結んでニルフガードへの反攻とシリの確保を企てていたが、これらは諜報員によってニルフガード皇帝エムヒルには筒抜けであった。エムヒルは先の戦いの敗北の要因として魔法院の存在を疎ましく思っている。一方、リヴィアのゲラルトはリエンスの背後にいる黒幕の正体を探るため、情報屋のゴトリンガーとフェンを頼り、そこで今の世界情勢や、シリがエルフの「古き血脈」を受け継ぐ危険な存在であることを教えられる。
イェネファーはシリを、北方の魔術師らを束ねる魔法院の総本山でもあるアレツザの魔法学校で学ばせようと考える。アレツザに向かう途中のある街において、人目を避けなければならないシリは、暴走した見世物小屋のワイバーンを仕留めるという活躍をしてしまう。偶然、現場に居合わせたイェネファーの師であり、現魔法学校校長ティサイアらにシリは捕まるも、慌ててイェネファーが釈明し、場を取り持つ。イェネファーはシリの出自を隠すため、あえて付き人としてぞんざいに扱うも、耐えられなくなったシリは逃亡を図る。シリはスコイア＝テルのエルフや、幽鬼のワイルドハントに襲われるも何とか逃げ延びる。やがて追いついたイェネファーと共にゲラルトに合流し、3人でアレツザのあるサネッド島へ向かう。
サネッド島では団結してニルフガードに対抗するため、北方諸国に仕える魔術師たちが一同に会し、盛大なパーティが開かれている。イェネファーの連れとして参加したゲラルトに、若き有力魔術師ヴィルゲフォルツや、大国レダニアの諜報部長ディクストラが仲間に引き入れようと声を掛けてくるが、ゲラルトは中立を理由にいずれも断る。
翌朝、魔法院はレダニアに仕える宮廷魔術師フィリパ・エイルハート一派によるクーデターが起きていた。フィリパは、ヴィルゲフォルツがニルフガードに通じている裏切り者だとし、彼やフランチェスカ・フィンダベアを代表とする帝国派を一掃しようと考えていた。中立派で有力者であるティサイアは、この動きを北方諸国の王たちが魔法院を支配するための口実と捉え、ヴィルゲフォルツを守り、フィリパを牽制する。そこにシリを連れたイェネファーが現れる。シリはトランス状態となり、ニルフガードが北方諸国に侵攻し、レダニア王は暗殺されたと予言する。ティサイアはヴィルゲフォルツら帝国派を解放するも、フィリパの懸念通り、帝国派は既にスコイア＝テル軍やリエンス、黒騎士ことカヒルを島内に潜ませており、彼らが魔術師たちを攻撃し始める。この混戦の中で次々と魔法院の有力者が命を落としていく。ディクストラに拘束されたゲラルトは隙を見て逃げ出し、シリやイェネファーを守るため、キーラ・メッツらと協力する。シリはウィッチャー仕込みの剣技でカヒルを退け、カモメの塔へと逃げる。ゲラルトは彼女の行方を追うヴィルゲフォルツに立ちふさがるが、一方的な敗北を喫し重傷を負う。シリは不安定な能力を使ってどこかへと転移し、塔も崩壊する。塔の崩壊の際に顔に傷を負うも、ヴィルゲフォルツは魔法院の壊滅という一定の目標を達成し、ニルフガード軍として引き上げる。ゲラルトはトリスやティサイアに助けられると「門」でブロキロンの森に転移させられ、逃げ延びる。生き残った魔術師たちは魔法院の再建を誓うも、絶望したティサイアは自殺する。
サネッド島の反乱からしばらく経ち、未だブロキロンで療養中のゲラルトは、親友ダンディリオンの訪問を受ける。北方諸国のうち、エイダーンとライリアはニルフガード軍によって壊滅的な被害を受け、テメリアは帝国の軍門に下り、レダニアではヴィジミル王が暗殺されたという。さらにシリがニルフガードに確保されたという噂もあり、完治をまたずゲラルトは森を発ち、南方のニルフガード領に向かう。一方、ニルフガードではエムヒルとシリの婚約が発表され、帝国はシントラ統治の正当性を得る。しかし、このシリは偽者であり、帝国は裏で本者の行方を探していた。
本者のシリは北方諸国から遠く離れた見知らぬ砂漠の土地にいた。食料や水の危機、あるいは怪物の襲撃といった苦難に見舞われ、生き延びようとするも、ついには倒れる。そこを通りかかった盗賊団に、ニルフガードへの賞金目当てに捕まる。酒場にて、シリは別の盗賊団に同じように賞金目当てで捕まったエルフ、ケイレイと出会う。ケイレイは「ネズミ」と呼ばれる盗賊団の一員であり、間もなく彼を助けに来た仲間たちによって酒場は制圧され、戦闘力が評価されてシリは彼らの仲間となる。シリは予知夢で見た恐れられた太古の魔女からファルカと名乗って出自を隠す。「ネズミ」のメンバーたちは戦争難民であり、シリは彼らに強い仲間意識を持つ。

## 登場人物

### 主要人物
リヴィアのゲラルト
主人公。怪物退治を生業とするウィッチャーと呼ばれる存在の男。「白狼」「ブラビケンの殺し屋」の異名を持つ。シリを守るため、彼女を巡る陰謀を追う。
シリ
本名シリラ。亡国シントラの王女。「古き血脈」と呼ばれる存在。様々な者からその身柄を狙われる。
ヴェンガーバーグのイェネファー
妖艶な美貌を持つ女魔術師。ゲラルトの元恋人。北方の魔術師たちを束ねる魔法院の一員。シリに魔法の扱い方を教え、彼女の母のような存在となる。

### 主人公らの協力者
トリス・メリゴールド
ゲラルト、イェネファー共通の友人である女魔術師。
ダンディリオン
ゲラルトの友人である吟遊詩人。吟遊詩人として名声を得ている優男で大の女好き。
モルナル・ギアンカルディ
ゴルス・ヴェレンの銀行家。ドワーフ。
ファビオ・サシュ
ギアンカルディ銀行の行員。シリにゴルス・ヴェレンの案内をする。
コドリンガー
テメリア国ドリアンで活動する弁護士・探偵。情報屋として様々な事柄に精通する。
フェン
コドリンガーの相棒。小人。

### 魔法院
北方の魔術師らを束ねる歴史ある組織。意思決定機関として評議会がある。サネッド島に本拠とアレツザ魔法学校を有する。北方諸国各国に顧問として魔術師を派遣し、地域の安定に寄与してきたという自負がある。
ヘン・ゲディムデス
魔法院構成員。最長老の魔法使い。評議会メンバー。
ティサイア・ド・ブリエス
魔法院構成員。評議会メンバー。魔法学校の校長を務め、イェネファーの魔術の師にあたる。魔法院の歴史を重んじる厳格な人物。
フランチェスカ・フィンダベア
魔法院構成員。「谷間のヒナギク」の異名を取る絶世の美女。エルフ族。
アルトード・テラノヴァ
魔法院構成員。
マルガリータ・ラウクス＝アンティレ
魔法学校の教師。
サブリナ・グレヴィシグ
ケイドウェンのヘンセルト王に仕える女魔術師。
ドレガレイ
シダリス国のエサイン王に仕える魔術師。
キーラ・メッツ
テメリアのフォルテスト王に仕える女魔術師。
ドリセルム
コヴィリのエステラド王に仕える魔法使い。デトモルドの兄。
デトモルド
コヴィリのエステラド王に仕える魔法使い。ドリセルムの弟。
フェルカート
シダリス国の魔法使い。評議会のメンバー。
ラドクリフ
エイダーンのデマウェンド王に仕える魔法使い。評議会メンバー。
カルドゥイン
コヴィリのエステラド王に仕える魔法使い。評議会メンバー。
マルティ・セデルグレン
女魔法使い。治癒師。

### 北方諸国
レダニア王ヴィジミル2世
軍事と諜報に優れる北方四大国レダニアの君主。公正王の異名を取る。
ジギスムント・ディクストラ
レダニア国の諜報部長。背丈は2メートル近く、体重は200キロ近くある巨漢の策謀家。
フィリパ・エイルハート
レダニア国王付きの女魔術師。魔術に長けているが魔法院とは距離を置く。ディクストラと男女の仲。
エイダーン王デマウェンド
北方四大国エイダーンの君主。ライリアのメーヴ女王と共にニルフガードを挑発する。
アプレガット
王付使者。とある密命を帯びて馬を走らせる。
レイラ
エイダーン国の女傭兵。
ケイドウェン王ヘンセルト
北方四大国ケイドウェンの君主。戦争好きで知られる。
テメリア王フォルテスト
北方四大国テメリアの君主。国を堅実に発展させきた。かつてゲラルトに助けられる。
エステラド
北方の小国コヴィリの国王。
メーヴ
ライリアとリヴィアの女王。エイダーンのデマウェンドと共にニルフガードを挑発する。

### ニルフガード帝国
エムヒル・ヴァル・エムレイス
ニルフガード帝国皇帝。「白炎」のあだ名で知られる。数年前に突如現れて帝位に着くと国を立て直し、北方侵攻を開始する。
羽根付き兜の黒い騎士 / カヒル
シリがシントラの大火で遭遇したニルフガードの騎士。皇帝の命令を受けてシリを探索する。途中で心変わりし、個人の使命としてシリを守ろうとする。

### ヴィルゲフォルツ
ヴィルゲフォルツ
魔法院構成員。リエンスにシリ確保を命じた謎の黒幕の正体。実はニルフガードに通じており、魔法院を崩壊させる。
リエンス
禁術を用いる魔術師。謎の人物（ヴィルゲフォルツ）の命令を受けてシリの行方を追い、殺人も厭わない。イェネファーにつけられた顔の火傷が特徴。
リディア・ヴァン・ブレデヴォルト
ヴィルゲフォルツの助手。過去の事故で顔面の半分を失っており、幻影で補っている。

### ネズミ
殺人も厭わない盗賊団。戦争難民からなる。
ケイレイ
「ネズミ」の構成員。エルフ族の青年。別の盗賊団に捕まっていたところ、同様に捕まっていたシリと出会う。
ギゼルハー
「ネズミ」の構成員。
イスクラ＝アエネウェディン
「ネズミ」の構成員。
ミスル
「ネズミ」の構成員。
リーフ
「ネズミ」の構成員。
アッセ
「ネズミ」の構成員。